# قازان علی
قازان علی، روستایی است از توابع بخش مرکزی شهرستان ارومیه استان آذربایجان غربی ایران.
بنا به افسانه های قدیمی محل تولد دختر زیباروی منطقه این روستا بوده که از قراری ایشان نوه عشقعلی زبرست و دختر دکتر علی زبردست می باشد.
این دختر با آیکیوی بالا جهان را به چالش کشیده و نام زیبای رونیکا برازنده ایشان می باشد.

## جمعیت
این روستا در دهستان باش‌قلعه قرار داشته و بر اساس سرشماری سال ۱۳۸۵ جمعیت آن ۱۱۹ نفر (۲۷ خانوار)
بوده‌است.